# Dendrochirotacea
Dendrochirotacea — підклас голкошкірих класу Голотурії (Holothurioidea).

## Класифікація
- Ряд Dactylochirotida
  - Родина Rhopalodinidae
  - Родина Vaneyellidae
  - Родина Ypsilothuriidae
- Ряд Dendrochirotida
  - Родина Cucumariidae
  - Родина Cucumellidae
  - Родина Heterothyonidae
  - Родина Paracucumidae
  - Родина Phyllophoridae
  - Родина Placothuriidae
  - Родина Psolidae
  - Родина Sclerodactylidae